# Соотношение Клеро
Соотношение Клеро — уравнение для геодезической на произвольной поверхности вращения.
Легко выводится из сохранения энергии и момента импульса вокруг оси вращения.
Названо в честь Алекси Клода Клеро.

## Формулировка
Пусть  {\displaystyle t\mapsto \gamma (t)} есть геодезическая на поверхности вращения,
{\displaystyle r(t)} обозначает расстояние от оси вращения до {\displaystyle \gamma (t)},
а {\displaystyle \theta (t)} — угол между {\displaystyle \gamma '(t)} и параллелью поверхности вращения.
Тогда выражение {\displaystyle r(t)\cdot \cos \theta (t)} постоянно.